# Bradyrrhoa cantenerella
Bradyrrhoa cantenerella is een vlinder uit de familie snuitmotten (Pyralidae). De wetenschappelijke naam is voor het eerst geldig gepubliceerd in 1837 door Duponchel.
De soort komt voor in Europa.